# Agrostis virginica
Agrostis virginica é uma espécie de gramínea do gênero Agrostis, pertencente à família Poaceae.